# ゴールデンアワー (エフエム沖縄)
『ゴールデンアワー』は、2010年1月1日からエフエム沖縄（FM沖縄）で放送されている平日午後の生放送ワイド番組。

## 概要
番組コンセプトは「ラジオの中のラジオ局」。番組ではパーソナリティの西向幸三がラジオ局の「局長」、リスナーが「社員」と称される。
メルマガ登録を行った「社員」にはそれぞれ社員番号が付与されており、現在16,000人超の規模となっている（2020年1月時点）。放送日には番組内のコーナー「ゴールデン会議」のテーマが送信され、「社員」はそのテーマに沿ったメッセージを番組に送るスタイルとなっている。
ラジオ番組として、第48回ギャラクシー賞のラジオ部門優秀賞を受賞（2011年3月28日放送分が受賞対象）。また、西向は第51回ギャラクシー賞のDJパーソナリティ賞を個人として受賞している。

## 現在の出演者
2025年4月時点。

### パーソナリティ
- 西向幸三（局長）[1][4][5]
- 月曜日：莉怜(2024年10月7日-)
- 火曜日:與那嶺望（2023年1月3日 -、当初は火曜出演、2023年4月-2023年9月までは木曜、2023年10月-2024年3月までは金曜、2024年4月-2025年3月までは木曜出演 ）[6]
- 水曜日・木曜日・金曜日:浜川結琳（2022年10月7日 - 、当初は金曜出演、2023年10月-2024年3月までは水・木曜、2024年4月-2024年9月までは水・金曜、2024年10月-2025年3月までは火・水・金曜出演）[6]

#### その他の出演者
- 月曜日：賀数仁然
- 火曜日：仲座健太・護得久栄昇
- 金曜日：ニッキー[6]

### 過去の出演者
- 高地真吾(火)
- 田中真理子(月、火)
- ma-mi(RYCOME)
- 秀島有一（マシュー・ADヒゲ島） （木・金）（2010年1月1日 - 2013年5月17日）
- 糸数美樹（ミキトニー、2010年1月1日 - 2019年3月29日）[7]
- 比嘉やすあき（金曜第2部レギュラー）
- 牛島可南子（2022年10月4日 - 2022年12月27日、火曜）[6]
- 佐藤さくら（2022年10月5日 - 2023年3月29日、水曜）[6]
- 普久原実咲（2022年10月6日 - 2023年3月30日、木曜）[6]
- 平識沙姫（2022年10月3日 - 2023年9月27日、当初は月曜出演2023年4月- 2023年9月までは水曜出演）
- エリナ（2019年4月1日 - 2024年9月30日、出演開始時点は全曜日出演2023年4月- 2024年9月までは月・火曜出演[1]）

## タイムテーブル
2024年3月時点。

### 現在
- 14:00 第1部オープニング
- 14:50 - 14:55
  - 月曜：マツダ ZOOM ZOOM HOUR[6]
  - 火曜：インフォマートDX推進室
  - 水曜：やさいのおへや〜JAおきなわのおはなし〜[6]
  - 木曜：オロク商会プレゼンツ 不動産査定ハウマッチ[6]
  - 金曜：学研教室 こどもたちの成長ストーリー
- 14:55 - 15:00 FLOOR（DJ：タイシロウ）
  - 当該時間にJFN系列で放送される『吉田麻也チャレンジ&カバー』は、FM沖縄では21:55 - 22:00の放送となっている。
- 15:00 第2部オープニング

### 過去
- ローカル枠
  - 過払い金 スッキリ法律相談（月）
  - Music Remark（JFNC、火・水）
    - 知念ださんといっしょ（水）

  - カンパイ！きりんちゅ（木）
  - GRAND MER HOSPITALITY MIND（金）
  - ちゅらいえばなし（木）
  - ウェディングアワー（火）
  - SUZUKI HOME SONGS（月～金）TOKYO FM系JFN38局フルネット

## 主なコーナー
ゴールデン会議
日替わりで出されるお題に対し、ゴールデン社員がそれから連想されるエピソードなどを投稿するメインコーナー。お題はメルマガ、ホームページ、番組内での告知を行なっている。
3時の穴だ
その日にあった恥ずかしい話、穴があったら入りたい出来事や、穴に向かって叫びたい出来事などを投稿するコーナー。オープニングはかつてフジテレビ系列で放送されたワイドショー『3時のあなた』のテーマ曲をアカペラ風にアレンジしたものが流れる。同番組のパロディ。
今日のホームラン
その日にあった嬉しかった話を投稿するコーナー。トリに位置する。

## 曜日ごとのコーナー

### 現在(日替わりコーナー第１部)
ネガティ部/ポジティ部(月)
- ネガティ部：ネガティ部・部長である西向幸三の元、リスナー社員各々がどれほどネガティブであるかを披露するコーナー。 身の回りの些細なことから、果ては天変地異まで、自意識過剰とも思えるほどのアピールぶりである。

- ポジティ部：ネガティ部とは反対にポジティ部・部長であるエリナの元、リスナー社員各々がどれほどポジティブであるかを披露するコーナー。 ネガティ部とはローテーションで、隔週コーナーとなる。

かかずの間(月)
嘉数仁然、通称「ひとさん」が琉球の歴史に関する面白話を披露するコーナー。
ゴールデン映画劇場(月)
宣伝担当になって今週末公開の映画に勝手にキャッチコピーをつけるコーナー。
じみのろ(火)
地味な呪い。
ランキングルーヴ(火)
お題となる楽曲がランクインしそうな『架空のランキング』をソーゾーして、楽曲のグルーヴ感を再確認するグルーヴィーなコーナー。
護得久栄昇先生の人生相談(火)
FEC所属の護得久栄昇がリスナー社員からの人生相談に答える。
昭和レトロ平成ポップ~昭和平成の古き良きあの頃を令和に生きるゆりぼぶに語り継ぎたいおじちゃんおばちゃん~(水)
いつも若者の流行を教えてくれるゆりぼぶ先生に逆に今は懐かしい昭和平成にブームとなったアレコレや古き良きトレンディーなあの頃をどんどん教えちゃうコーナー。
ローソン川柳(水)
リスナー社員の考えた「ローソンにまつわる川柳」を発表するコーナー。大賞に選ばれると、ローソン沖縄のウェブサイトに掲載される。ローソンと関係ない川柳もしばしば発表される。
微妙な嘘(水)
本当かな？って思わせる微妙な嘘。

様々-1グランプリ(木)
毎回様々な「ゴールデンアワー的〇-1」を開催。勝手にグランプリを決定します。
ジャ！ザッジ(木)
いつどんな審査員にオファーを受けても良いように森羅万象ありとあらゆる物事を勝手に審査して己の審査力を高めていくコーナー。
ニッキーズイングリッシュ(金)
ニッキーの英語講座。
トラサン(金)
毎回、テーマとなる曲にマッチする場面や行動などをソーゾーして 無理やり結びつける通称『トラサン』を考えるコーナー。
ウチナー四次元ポケット(金)
あんなこといいな、できたらいいな。沖縄にまつわる秘密道具を創造しましょう。
教えて！ゆりぼぶ先生(金)
若者との付き合い方に悩んでいるあなたのために！ゆりぼぶ先生がZ世代の今について優しく、ときに厳しく教えます！

### 過去(日替わりコーナー)
暗黒中二武術会
中二病の皆様の必殺技と決めゼリフを紹介する暗黒アルティメットバトルコーナー。
ゴールデン大喜利(火)
お題に沿って、メールやツイッターなどで送られてくるネタを出し合う。
しばしば脱線する。
「劇団せいじん～敏腕作家への道～」（水）
AD「せいじん」が新コーナーを提案。レギュラー化を目指す。
ゴールデンリサーチ部ニンニキニッキー（金)
FEC所属の島ハーフ芸人ことニッキーが、毎週森羅万象にリサーチする。
アグレでお遊びみ〜つけた(木)
求人おきなわ提供。就・転職＆バイトマガジン「アグレ」のページの中で遊ぶコーナー。ボケでも正解でもOK[独自研究?]。
ゴールデン新企画会議(金)
リスナー社員からの新企画案を紹介する。
あいうえ予測変換(月)
携帯電話の予測変換機能を用いてあいうえお作文を作って投稿する。
HabuBoxデザイン妄想部(月)
ゴールデンコトワザワー(月)
らららLINE(月)
給湯室(月→火→木)
OL真理子と、その先輩である幸子の給湯室での愚痴との形態をとった女性目線での投稿を受け付けるコーナー。
毎週、真理子お勧めのおやつをコーナーの締めに紹介するのが特色である。しかし、真理子が引退してしまったため現在はミキトニーが幸子の後輩役としてお菓子を紹介したり愚痴を述べたりしている[独自研究?]。
2013年4月より木曜日のコーナーとして復活。
どうでもeメール(火)
泣けっ！みきとに！(火)
月刊釣りバカ人→週刊釣りバカ人(火)
よっちゃんによる釣りバカの釣りバカによる釣りバカのためのコーナー。タイトルの通り釣りに関するトピックを扱うコーナーなのだが、釣りとは全く関係ない投稿もしばし寄せられる[独自研究?]。
ゴールデンCCB(火)
巷に氾濫するアルファベットの略語が何の略なのかを考えて投稿するコーナー。
じゅん選手のこんな時使えるウチナー口講座（仮）(火)
「こんなシチュエーションで使えるウチナーグチは？」「これをウチナーグチに訳すると？」というリスナーの質問に、じゅん選手がウチナーグチで答えてくれるコーナー。
ハッピーアーラン (火)
『ハッピーアイランド』のパロディコーナー。
英語であびらナイト(水)
カリフォルニア留学経験のある糸数美樹がその経験を活かせる唯一のコーナーである。
英会話での表現を、池武当語と呼ばれる独特の言い回しに一旦翻訳し、その後日本語に翻訳するため、沖縄県外出身者にとっては若干ハードルが高いように思われながらもそうではないコーナー。語句の解説の後、ミキトニーティーチャーと助手である東向幸二の使用例が再現ドラマ風のやり取りとして挟まれる。コーナー名はかつてNHK総合で放送されたバラエティ番組『英語でしゃべらナイト』のパロディ。
えくすきゅーずあざっす(木)
ゴールデン社員で素敵な言い訳をシェアしようという趣旨のコーナー。
どういった状況に対しての言い訳であるかについては、週毎にお題が発表される。
せし～る(木)
聞き間違いやせしった話を投稿するコーナー。ゴールデンリスナーから寄せられたセシールのサウンドロゴの空耳も紹介される。
りあるせしーる(毎月最終木曜)
那覇OPAにあるセシール運営のショップ"りあるせしーる"のお勧め商品の紹介など。なおこのコーナーが放送される日は「せし～る」は休止となる。
髭壷(木)
秀島有一が選曲した曲を、局長・ミキトニーと共に紹介するコーナー。
アグレ！(木)
リスナー社員のアグレッシブにした事、見た事を発表するコーナー。求人おきなわ提供。
アグレ・プロフェッショナル　ゴールデン社員の流儀(木)
NHK総合のドキュメンタリー『プロフェッショナル 仕事の流儀』のパロディ。リスナー社員やゴールデンアワー関係者の中から毎週1人、自分の仕事について語るコーナー。BGMは本家同様「Progress」が流れる。
バースデーキッズ（金）
誕生日メッセージを受け付けるコーナー。古堅淳子担当。
FM沖縄には過去にキッズ宛へのメッセージを受け付ける番組（トイザらスの一社提供）があり完全なるパロディであるが、パーソナリティ及びBGMが本家そのままであるため一部ではこちらが本家としてみなされている[独自研究?]。
ゴールデンロイヤルウェディング(金)
髭回り(金)
秀島有一がゴールデンアワーの営業するコーナー。いわゆるラジオカーレポートのコーナーに近い。
営業先の企業の担当者の自己紹介の後、秀島が即興であだ名を付けるのが恒例となっている。
いちゃりばゴールデン(金)
髭回りの後継コーナーで、ニッキーが髭回り同様新規顧客獲得のためにゴールデンアワーの営業に回るものである。
ゴールデンチョイス
リスナーと生電話を繋ぎ、クイズに挑戦してもらい正解すると1000円分のQUOカードが景品として贈呈されるコーナー。外れた場合は翌日へ持ち越しとなる。キャリーオーバー額が多くなれば問題の難易度も上がる。なお、挑戦権は2時40分頃に発表されるキーワードを番組宛てにメールで応募しなければならない。[独自研究?]

### 期間限定コーナー
不定期で1週間限定のコーナーが設けられることがある。この場合クイズゴールデンチョイスは休止となる。
夏休み特別企画！アベンジャーズ～ヒーローいろいろ（2012年8月13日～17日）
ゴールデンとキングス～バスケットボールがみたいです。（2012年12月17日～21日）

## ゲスト
※出張放送を除く
- 2010年03月23日：mihimaru GT
- 2011年03月25日：あやまんJAPAN
- 2011年08月01日：もたい陽子、市川訓睦、五十嵐明
- 2011年08月25日：福山雅治（沖縄県内の放送局では初出演）[8]
- 2012年12月17日：金城茂之、山内盛久
- 2013年03月15日：7!!
- 2013年07月03日：久保田利伸
- 2022年03月03日：スパムリスナー　なにわファイターズ
- 2022年05月13日：津波信一、山城智二、真栄平仁(ひーぷー)
- 2022年11月01日：新城和博
- 2023年01月10日：ジョニー宜野湾／護得久栄昇with仲座健太
- 2023年09月20日：あさとゆうこ(わった～バス党党首)、あさとばん(わった～バス党幹事長)
- 2023年10月17日：キヨサク(MONGOL800)
- 2023年11月06日：WANIMA

## ゴールデンアワー 復活！weekend　（2020.04.03～）
当初はYouTubeアカウント「FM沖縄 ゴールデンアワー」で土曜日に更新されている音声だけのコンテンツ。その後、radikoや他媒体での視聴が可能となった。
毎週金曜日、本放送後に収録され、月～金の各放送日に採用されなかった投稿の中から一部紹介される。
本放送よりも自由に収録できるようで本放送では（時間的・内容的に）読めない投稿の紹介や収録時の裏話、話がどんどん脱線して意外な話が聞けることも少なくない。なお第45回目以降2部構成となる。 
| 放送回       | 出演                               |
| ------------ | ---------------------------------- |
| 001回～024回 | 局長・西向幸三/エリナ              |
| 025回～112回 | 局長・西向幸三/エリナ/比嘉やすあき |
| 113回～130回 | 局長・西向幸三/エリナ              |
| 131回～182回 | 局長・西向幸三/浜川結琳            |
| 183回～208回 | 局長・西向幸三/與那嶺望            |
| 209回～      | 出演：局長・西向幸三/浜川結琳      |
|              |                                    |

## ゴールデンアワー（Podcast）
かつて2015年頃までAppleで配信されていたPodcastが2022年3月28日分から再開。
本放送の会議を中心にしたShort Ver。各種配信サービスで視聴が可能。

## ゴールデンアワー入社式・オンラインイベント（2011～）
2011～18年までは毎年1回開催されていた公式イベント。開催時期は4月になることが多かった。
内容は実際の入社式とは異なり参加者は軽食と飲み物を手にしながらゲストパフォーマンスを楽しむもの。
また、出演者のプレゼントを賭けたジャンケン大会も行われ、開催時の様子は配信されることも多い。
| 開催日         | イベント名                                                           | 出演者                                                                                              | 会場                                               |
| -------------- | -------------------------------------------------------------------- | --------------------------------------------------------------------------------------------------- | -------------------------------------------------- |
| 2011/03/06(日) | メガネ一番プレゼンツ 第1回ゴールデンアワー入社式                     | 局長・西向幸三 他 ゲスト：ZUKAN／他                                                                 | 沖縄かりゆしアーバンリゾート・ナハ                 |
| 2012/03/25(日) | メガネ一番プレゼンツ 第2回ゴールデンアワー入社式                     | 局長・西向幸三 糸数美樹 田中真理子 秀島有一 ゲスト：きいやま商店／粒マスタード安次嶺／Mikitney Love | event museum Five（おきなわ屋ビル5F）              |
| 2013/03/31(日) | メガネ一番プレゼンツ 第3回ゴールデンアワー入社式                     | 局長・西向幸三 糸数美樹 秀島有一 ゲスト：イ・ミリトリ／FUTURE BOYZ／Bar bees                        | 沖縄かりゆしアーバンリゾート・ナハ                 |
| 2014/04/13(日) | メガネ一番プレゼンツ 第4回ゴールデンアワー入社式                     | 局長・西向幸三 糸数美樹 ニッキー ゲスト：ポニーテールリボンズ／我如古ファンクラブ                   | 沖縄かりゆしアーバンリゾート・ナハ                 |
| 2015/04/19(日) | メガネ一番プレゼンツ 第5回ゴールデンアワー入社式                     | 局長・西向幸三 糸数美樹 ニッキー じゅん選手 ゲスト：水曜日のカンパネラ                              | 沖縄都ホテル                                       |
| 2016/04/17(日) | メガネ一番プレゼンツ 第6回ゴールデンアワー入社式                     | 局長・西向幸三 糸数美樹 ニッキー 賀数仁然 ゲスト：HY                                                | 沖縄都ホテル                                       |
| 2017/04/09(日) | メガネ一番プレゼンツ 第7回ゴールデンアワー入社式                     | 局長・西向幸三 糸数美樹 ニッキー ゲスト：ウクレレジプシー／護得久栄昇                               | 沖縄かりゆしアーバンリゾート・ナハ                 |
| 2018/04/08(日) | メガネ一番プレゼンツ 第8回ゴールデンアワー入社式                     | 局長・西向幸三 糸数美樹 賀数仁然 ニッキー ゲスト：護得久栄昇／むぎ(猫)                              | 沖縄かりゆしアーバンリゾート・ナハ                 |
| 2020/05/23(土) | ゴールデンアワーオンライン懇親会                                     | 西向幸三 エリナ 護得久栄昇 仲座健太 ニッキー 賀数仁然                                               | ZOOM（先着100名） YouTubeでも配信された。          |
| 2021/04/24(土) | ゴールデンアワーオンライン入社式2021                                 | 西向幸三 エリナ 賀数仁然 護得久栄昇with仲座健太 ニッキー 比嘉やすあき                               | ZOOM                                               |
| 2021/12/26(日) | ヘリオス酒造 presents ゴールデンアワーオンライン忘年会2021           | 西向幸三 エリナ                                                                                     | ZOOM                                               |
| 2022/04/30(土) | 浜田酒造presents ゴールデンアワーリモートパーティー Shall we DAIYAME | 西向幸三 エリナ                                                                                     | ZOOM（抽選で20名） 公式Twitterでライブ配信された。 |
| 2022/09/09(金) | ゴールデンアワーリモートデイキャンプ「ごるキャン」                   | 西向幸三 エリナ タイシロウ                                                                          | ZOOM                                               |
| 2024/03/30(土) | ゴールデンアワー入社式 supported by シママース本舗                   | 局長・西向幸三 エリナ 浜川結琳 與那嶺望 賀数仁然 護得久栄昇 仲座健太 ニッキー                       | ロワジールホテル                                   |
|                |                                                                      | |                                                    |
|                |                                                                      | |                                                    |

※2011～18年時　補足
沖縄内外から多くの社員が集い、有名リスナー社員も多く参加することから過去、チケット予約当日は専用の電話回線がパンクする事態が起きていた。
チケットは専用ダイヤルで予約の上、メガネ一番の実店舗で受け取る必要があったが県外（および国外）からの参加希望者の声もあり電話予約の後会場で支払う方法で参加が可能となった。
その後2018年からチケットは予約不要でメガネ一番の実店舗で直接購入、もしくは県外参加者はメールで予約が可能になり容易にチケットが入手できるようになった。
なお、イベント会場内でのアルコールの提供は2017年以降行われなくなった。（2016年までは提供されており、2016年は別料金という形で提供されていた）
※ゴールデンアワーオンライン懇親会　補足
二次会としてリスナー主体のZOOMチャンネル「居酒屋ゴールデン」も用意された。 またこのチャンネルはその後も様々なリスナーが自主的に管理者となり2024年でも時折リスナーが集う場所として愛されている。
※ゴールデンアワーオンライン入社式2021　補足
ZOOM参加用/閲覧専用チケット（オリジナルランチバッグ付き＆先着100名でステッカーも同封）はそれぞれ「Peatix」にて販売された。
※ヘリオス酒造 presents ゴールデンアワーオンライン忘年会2021　補足
ZOOM参加用/閲覧専用チケット（ヘリオス酒造の「ヘリオスセット」とオンライン忘年会チケットがセットになった「ヘリオスセットチケット」と参加のみのチケット）はそれぞれ「Peatix」にて販売された。
※浜田酒造presents ゴールデンアワーリモートパーティー Shall we DAIYAME　補足
当選者には「DAIYAME」とオリジナルカップ、コースター、炭酸水がセットになった「だいやめ体験キット」が送られた。
ゴールデンアワーリモートデイキャンプ「ごるキャン」　補足
※ZOOM参加用/閲覧専用チケットは「Peatix」にて販売された。
ゴールデンアワー入社式 supported by シママース本舗　補足
6年ぶりにリアルイベント形式の入社式を開催。会場内でのアルコール提供が復活、小学生未満は参加不可となる。 チケットはネットショップ「KOWAN-ZAKKA」で3/1～3/21の期間に販売された。
年度末開催だったことも影響してか、販売開始直後のチケット売れ行きが鈍かった模様。心労で局長は太ったと後の放送で語られた。

会場の様子はライブ配信されなかったが、余興のうち「三人娘」の一部歌唱と入社式開会のジングルは式後の本放送で流れた。
1. 開会の挨拶
2. 来賓祝辞
3. 余興 ニッキー 三人娘 かかずの間 護得久栄昇 仲座健太  ※『Fire!』金曜パーソナリティのデビッド・シェーンも一部参加したが、あくまで一般枠で参加。
4. じゃんけん大会
5. 閉会の挨拶
6. 社歌斉唱

## 社員手帳（2013～2017）
ベースとなる沖縄手帳としての機能に加え、ゴールデンラジオ放送社員に向けた記載がふんだんに追加された社員必携の手帳（A5サイズ）
公募で集めた社訓に加え、社員名簿や申請のあった社員の誕生日が手帳内に追記されており人気コーナー「英語であびらナイト」のレッスン内容も書かれている。
2013年度版から2017年度版まで毎年発売されていた。
ちなみに手帳の色は2013（橙）、2014（金）、2015（紫）、2016（濃緑）、2017（紺）。